# Berg (Ahrweiler)
Berg is een plaats in de Duitse deelstaat Rijnland-Palts, en maakt deel uit van de Landkreis Ahrweiler.
Berg telt 1.295 inwoners. Ook de gehuchten Freisheim, Krälingen, Häselingen, Vellen en Vischel maken deel van Berg.

## Bestuur
De plaats is een Ortsgemeinde en maakt deel uit van de Verbandsgemeinde Altenahr.

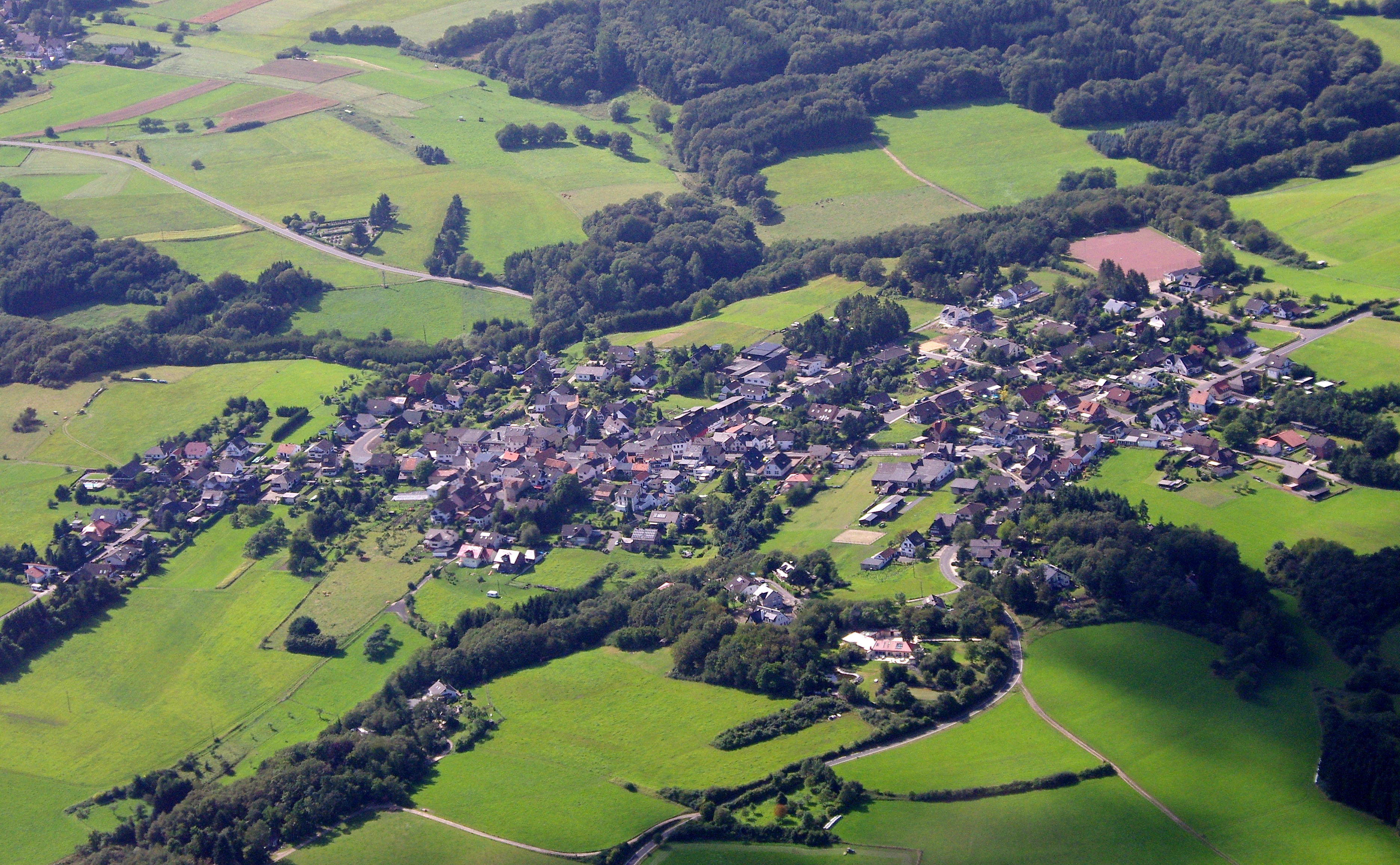
Berg